# Böda Kronopark
Der Böda Kronopark ist ein Ökopark an der Nordspitze der schwedischen Ostseeinsel Öland. Ein Kronopark ist ein Waldgebiet, an dem der schwedische Staat sowohl Eigentums- als auch Nutzungsrechte besitzt.

## Landschaft und Ökologie
Das Gebiet des Ökoparks ist durch unterschiedliche Waldformen geprägt. Pechkiefernwälder, Feuchtgebiete, kalkreiche Böden mit einer Vielzahl von Orchideen, Laubwälder, Kiefernheiden, Wiesen und Weiden sowie lange Strände prägen das Erscheinungsbild des Parks und stellen seinen hohen Naturwert dar.
Zum Ökopark gehören mehrere Naturreservate, so der Trollskogen, Bödakusten östra, Böda backar, Idegransreservatet, Bödakusten västra, Skeppersäng, Lindreservatet, Grankulla Sjörstorp und Vargeslätt. Bemerkenswert ist auch der im 19. Jahrhundert angepflanzte Thujaskogen, der alte Kiefernwald von Fagerrör und der ursprünglich für Schiffsmasten vorgesehene Masteträden. Im Älgmaden, einem ehemals trockengelegten Feuchtgebiet wird eine Renaturierung versucht.

## Bewirtschaftung

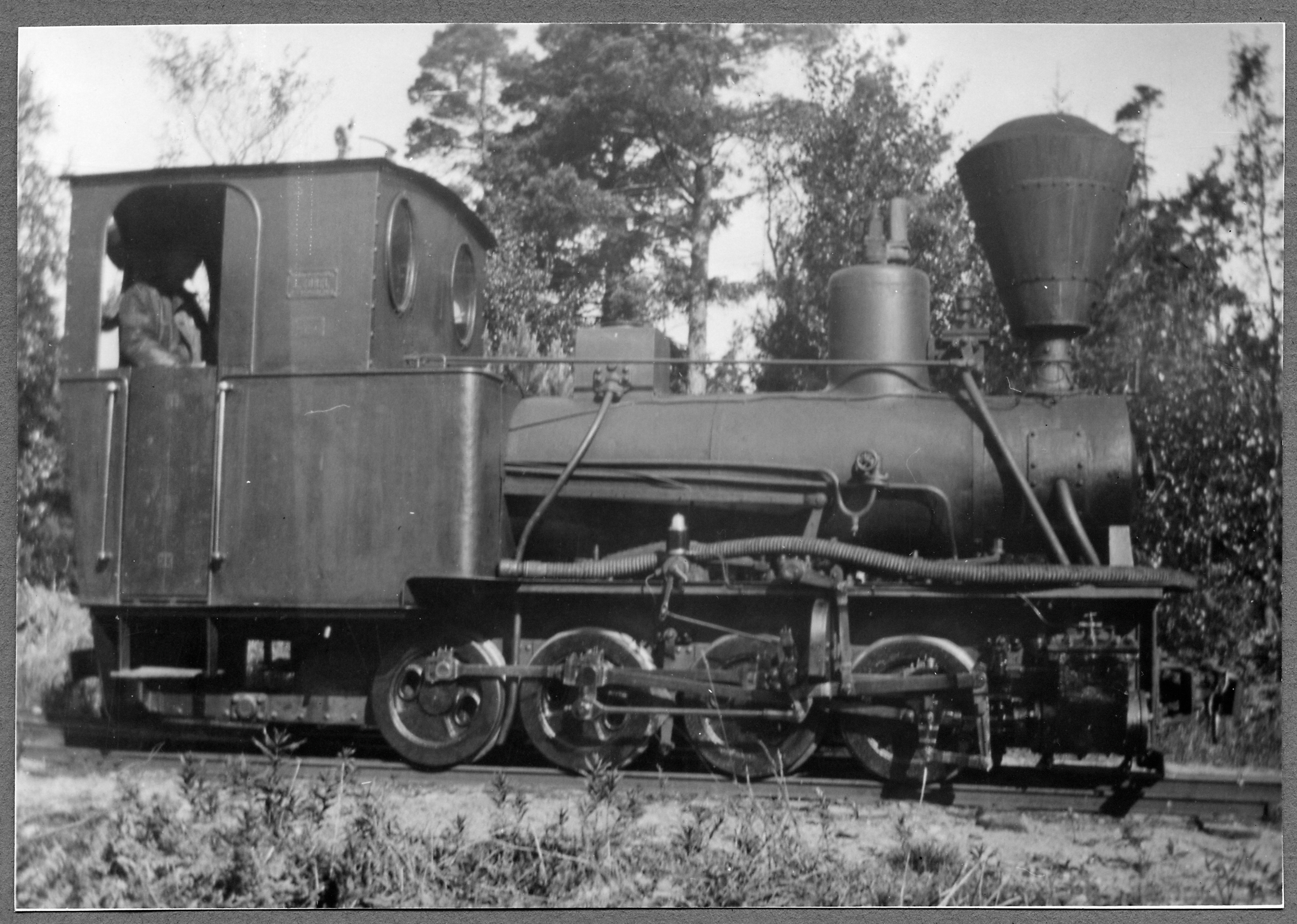
Waldbahnkokomotive Farmor (O&K 11588/1928)

Während Teile des Gebiets zu Naturreservaten erklärt sind, findet in anderen Bereichen eine forstwirtschaftliche Nutzung statt. Der Park wird vom schwedischen Staatsunternehmen Sveaskog betrieben. Neben einer forstwirtschaftlichen Nutzung soll Belangen des Naturschutzes in besonderer Weise Rechnung getragen und der ökologische Wert des Gebiets erhöht werden.
Besonderes Augenmerk gilt dabei den Pechkieferwäldern, die sich auf den kalkreichen Böden durch eine Beweidung entwickelt hatten und seltenen Grasarten und Orchideen Lebensraum geben. Durch Ausforstung und Beweidung soll der Charakter dieser Landschaft erhalten oder Wiederhergestellt werden.
Das Gebiet dient auch der Naherholung und dem Tourismus. Ein Informationszentrum besteht in Skäftekärr, wo Fahrräder ausgeliehen und Übernachtungsmöglichkeiten gebucht werden können. Hier besteht Gastronomie und ein Arboretum. Eine Reststrecke der ehemaligen Forsteisenbahn wird als Böda Skogsjärnväg im Museumsbetrieb befahren.

## Geschichte
Die auf dem Gebiet des Ökoparks Böda befindlichen vielen Siedlungsspuren aus der Eisenzeit, bezeugen eine lange Siedlungsgeschichte des Gebiets. 1569 wurde ganz Öland zum königlichen Jagdpark erklärt, was für die örtliche Bevölkerung erhebliche Einschnitte, wie ein Jagdverbot und Einschränkung des Rechts zum Holzeinschlag mit sich brachte. Während im überwiegenden Teil Ölands diese Einschränkungen 1801 entfielen, verblieb das Gebiet um Böda im königlichen Eigentum. Es entstand ein dauerhafter Konflikt mit den örtlichen Bauern, die die Wälder trotzdem zum Holzeinschlag vor allem für Kalkbrennereien, die Gewinnung von Teer und den Hausbau nutzten. 1850 spitzte sich die Situation zu. Im Zuge eines Gerichtsprozesses um Holzdiebstähle kam es 1850 zum Bödaupproret, dem Böda-Aufstand. 110 Soldaten wurden vom schwedischen Festland herbeikommandiert um den Aufstand niederzuschlagen. Im Park steht der Mittmille-Stein, einer der wenigen erhaltenen Wegebausteine aus dem 18. oder 19. Jahrhundert.
Der schwedische Staat erwarb dann den Hof Skäftekärr Gard und richtete dort 1860 eine Baumschule ein. Der erste auf Skäftekärr eingesetzte Jagdmeister J. E. Bohmann veranlasste eine umfangreiche Aufforstung, um die problematische Ausbreitung des Sandes zu stoppen. Bohmann setzte auch bis dahin auf Öland fremde Baumarten ein. Noch heute finden sich für die Region ungewöhnliche Arten wie Douglasien, Riesenlebensbäume und Weymouths-Kiefern, die auf die Dienstzeit Bohmanns zurückgehen.